# Денисова, Ольга Николаевна
Ольга Николаевна Денисова (26 апреля 1946 — 8 февраля 2022) — советская и российская цирковая артистка, дрессировщица, акробатка, Заслуженная артистка России (1994) .

## Биография
Ольга Николаевна Денисова родилась 26 апреля 1946 года в цирковой семье. В 1964 году закончила ГУЦЭИ и до 1972 года работала в номере «Акробаты с подкидными досками» под руководством Юрия Эльворти.
Работала со многими животными: слонами, белыми тиграми, лошадьми, обезьянами и экзотическими животными.

### Семья
- Муж — Сарват Мидхатович Бегбуди (род. 5 июня 1945), советский и российский цирковой артист, дрессировщик лошадей, наездник, педагог, режиссёр, народный артист РСФСР[3].
- Дочь — Эльвира Юрьевна Эльворти (род. 6 апреля 1965), цирковая артистка, дрессировщица.

## Награды и премии
- Заслуженная артистка Российской Федерации (29 декабря 1994) — за заслуги в области искусства
- Лауреат премии Ленинского комсомола (1981)
- Лауреат Международного фестиваля циркового искусства в Монте-Карло (1992)